# Nicolas Tikhomiroff
Nicolas Tikhomiroff (París, 22 de marzo de 1927 – 17 de abril de 2016) fue un fotógrafo francés. Empezó a trabajar para la Agencia Magnum en 1959. Su trabajo en el mundo del cine y en la fotografía de guerra le proporcionó prestigio profesional.

## Biografía
Nació en París, sus padres eran inmigrantes rusos. Recibió su educación en un internado, alejado de sus padres; su formación era trilingüe: ruso como lengua materna y además inglés y francés. Con diecisiete años de edad se unió al ejército francés poco después de la Liberación de París. Después del servicio militar encontró trabajo con un fotógrafo de moda.
Estuvo casado con Shirley Lou Ritchie, con quien tuvo una hija: Tamara Joan Tikhomiroff.

## Carrera
En 1956, inspirándose en el periodista francés Michel Chevalier comenzó a trabajar fuera de Francia como fotógrafo independiente. Estuvo varios años viajando con Chevalier por Oriente Medio y África. En 1959 se unió a la agencia Magnum. La mayoría de su trabajo lo realizó en las guerras de Camboya, Laos, y Vietnam. También realizó retratos de Peter Brook, Orson Welles, Dmitri Chostakovitch, William Burroughs, Édith Piaf, Brigitte Bardot y otros artistas y personalidades. Colaboró con la revista Jours de France. Se retiró en 1987 y se fue a vivir a la Provenza.

## Trabajos destacados
- Película: Campanadas a Medianoche dirigida por Orson Welles. España. 1964.
- Italia. Roma. 1961. Trabajos para Luchino Visconti en su casa.

## Libros
- Marte 1961 PIAF en estudio